# Sportverein Stuttgarter Kickers 1978-1979
Questa voce raccoglie le informazioni riguardanti lo Sportverein Stuttgarter Kickers nelle competizioni ufficiali della stagione 1978-1979.

## Stagione
Nella stagione 1978-1979 il Stuttgarter Kickers, allenato da Hans-Dieter Roos, concluse il campionato di 2. Bundesliga al 9º posto. In Coppa di Germania il Stuttgarter Kickers fu eliminato al primo turno dal Fortuna Düsseldorf.

## Rosa
| N. |                           | Ruolo | Calciatore         |
| -- | ------------------------- | ----- | ------------------ |
|    | Germania Ovest (bandiera) | P     | Rolf Gerstenlauer  |
|    | Germania Ovest (bandiera) | P     | Rainer Kuppinger   |
|    | Germania Ovest (bandiera) | D     | Rainer Ackermann   |
|    | Germania Ovest (bandiera) | D     | Dieter Dollmann    |
|    | Germania Ovest (bandiera) | D     | Peter Gromer       |
|    | Germania Ovest (bandiera) | D     | Joachim Kühn       |
|    | Germania Ovest (bandiera) | D     | Dieter Renner      |
|    | Germania Ovest (bandiera) | D     | Horst Schairer     |
|    | Germania Ovest (bandiera) | D     | Frieder Schömezler |
|    | Germania Ovest (bandiera) | D     | Harald Seiffer     |
|    | Germania Ovest (bandiera) | D     | Peter Stichler     |
|    | Germania Ovest (bandiera) | D     | Hans-Jürgen Voise  |

| N. |                           | Ruolo | Calciatore           |
| -- | ------------------------- | ----- | -------------------- |
|    | Germania Ovest (bandiera) | C     | Martin Fischer       |
|    | Germania Ovest (bandiera) | C     | Friedrich Goll       |
|    | Germania Ovest (bandiera) | C     | Horst Hayer          |
|    | Germania Ovest (bandiera) | C     | Jürgen Heselschwerdt |
|    | Germania Ovest (bandiera) | C     | Eckehard Müller      |
|    | Germania Ovest (bandiera) | C     | Josef Saile          |
|    | Germania Ovest (bandiera) | C     | Franz-Josef Toth     |
|    | Germania Ovest (bandiera) | A     | Karl Allgöwer        |
|    | Germania Ovest (bandiera) | A     | Uwe Dreher           |
|    | Germania Ovest (bandiera) | A     | Horst Haug           |
|    | Germania Ovest (bandiera) | A     | Bernd Hoffmann       |
|    | Germania Ovest (bandiera) | A     | Joachim Kehl         |

## Organigramma societario
Area tecnica
- Allenatore: Hans-Dieter Roos
- Allenatore in seconda:
- Preparatore dei portieri:
- Preparatori atletici:

## Calciomercato

### Sessione estiva
| Acquisti | Acquisti     | Acquisti        | Acquisti |
| R.       | Nome         | da              | Modalità |
| -------- | ------------ | --------------- | -------- |
| A        | Uwe Dreher   | SV 03 Tübingen  |          |
| D        | Peter Gromer | 1. FC Eislingen |          |

| Cessioni | Cessioni        | Cessioni     | Cessioni |
| R.       | Nome            | a            | Modalità |
| -------- | --------------- | ------------ | -------- |
| C        | Wolfgang Holoch | SGV Freiberg |          |

### Sessione invernale
| Acquisti | Acquisti    | Acquisti | Acquisti |
| R.       | Nome        | da       | Modalità |
| -------- | ----------- | -------- | -------- |
| C        | Horst Hayer | Würzburg |          |

| Cessioni | Cessioni | Cessioni | Cessioni |
| R.       | Nome     | a        | Modalità |
| -------- | -------- | -------- | -------- |

## Risultati

### 2. Bundesliga

#### Girone di andata
| Arbitro: | Frickel |

|                         |           |                                |
| Dreher 47’ Allgöwer 70’ | Marcatori | 63’ Lottermann 77’ (rig.) Bitz |

| Arbitro: | Röder |

|                     |           |                          |
| Hoffmann 17’ (aut.) | Marcatori | 24’ (rig.), 57’ Allgöwer |

| Arbitro: | Dahler |

|                   |           |                         |
| Stichler 70’, 83’ | Marcatori | 8’ Rütten 55’ Kirschner |

| Arbitro: | Messmer |

|            |           |              |
| Müller 25’ | Marcatori | 46’ Hoffmann |

| Arbitro: | Binninger |

|  |           |             |
|  | Marcatori | 32’ Brendel |

| Arbitro: | Walther |

|                                    |           |                                                    |
| Horr 26’ Nickel 52’ Weidenauer 83’ | Marcatori | 9’, 44’, 50’ Dreher 68’ Allgöwer 69’ Heselschwerdt |

| Arbitro: | Clajus |

|                                         |           |         |
| Dreher 18’, 42’ Hoffmann 47’ Renner 78’ | Marcatori | 6’ Jörg |

| Arbitro: | Gschwender |

|              |           |                         |
| Reinbold 69’ | Marcatori | 57’ Dreher 61’ Allgöwer |

| Arbitro: | Ross |

|                                |           |                                    |
| Allgöwer 33’, 36’ Hoffmann 83’ | Marcatori | 49’ Mießmer 69’ Metzler 89’ Bührer |

| Arbitro: | Föckler |

|                                          |           |                             |
| Gistl 43’ Bordt 59’ Schleiter 70’ (rig.) | Marcatori | 8’, 15’ Dreher 87’ Stichler |

| Arbitro: | Ermer |

|                   |           |  |
| Allgöwer 42’, 51’ | Marcatori |  |

| Arbitro: | Quindeau |

|  |           |              |
|  | Marcatori | 74’ Hoffmann |

| Arbitro: | Quindeau |

|  |           |                                       |
|  | Marcatori | 32’ Hofeditz 63’ Haunstein 79’ Gerber |

| Arbitro: | Wohlfarth |

|            |           |  |
| Schenk 75’ | Marcatori |  |

| Arbitro: | Könen |

|                   |           |  |
| Allgöwer 20’, 50’ | Marcatori |  |

| Arbitro: | Jupe |

|                       |           |              |
| Schömezler 44’ (aut.) | Marcatori | 53’ Allgöwer |

| Arbitro: | Klauser |

|                       |           |            |
| Kühn 28’ Stichler 38’ | Marcatori | 37’ Krauth |

| Arbitro: | Glaw |

|                            |           |            |
| Haug 45’ Allgöwer 60’, 71’ | Marcatori | 82’ Zacher |

| Arbitro: | Dölfel |

|                    |           |                               |
| Schuberth 32’, 42’ | Marcatori | 9’ Heselschwerdt 13’ Stichler |

#### Girone di ritorno
| Arbitro: | Therre |

|                                            |           |                        |
| Völler 18’ Bitz 51’ (rig.), 90’ Krause 67’ | Marcatori | 49’ Saile 64’ Allgöwer |

| Arbitro: | Dreher |

|  |           |                         |
|  | Marcatori | 57’ Subklewe 69’ Warken |

| Arbitro: | Klauser |

|                            |           |              |
| Kirschner 62’ Heinlein 90’ | Marcatori | 35’ Allgöwer |

| Arbitro: | Ross |

|                            |           |                           |
| Haug 12’ (rig.) Dreher 50’ | Marcatori | 29’ (rig.) Unger 69’ Denz |

| Arbitro: | Röder |

|                |           |  |
| Dorok 20’, 33’ | Marcatori |  |

| Arbitro: | Schmidhuber |

|                                     |           |  |
| Heselschwerdt 15’ Dollmann 49’, 79’ | Marcatori |  |

| Arbitro: | Schmoock |

|          |           |             |
| Jörg 60’ | Marcatori | 4’ Allgöwer |

| Arbitro: | Dellwing |

|                                           |           |                           |
| Haug 13’ (rig.) Hoffmann 68’ Stichler 77’ | Marcatori | 19’ Sandhowe 84’ Krawczyk |

| Arbitro: | Kuhn |

|                                         |           |              |
| Vogtmann 37’ (rig.) Hug 57’ Widmann 67’ | Marcatori | 44’ Allgöwer |

| Arbitro: | Klauser |

|                                                |           |               |
| Allgöwer 36’, 77’ Hoffmann 71’ Haug 86’ (rig.) | Marcatori | 38’ Schwemmle |

| Arbitro: | Walther |

|                        |           |                       |
| Rübenach 42’ Pfaff 81’ | Marcatori | 2’ Voise 65’ Allgöwer |

| Arbitro: | Frickel |

|                            |           |  |
| Hoffmann 1’, 59’ Voise 63’ | Marcatori |  |

| Arbitro: | Schmoock |

|                                   |           |              |
| Hofeditz 56’ Gerber 60’ Sturz 66’ | Marcatori | 70’ Hoffmann |

| Arbitro: | Theobald |

|                                                                                |           |             |
| Heselschwerdt 8’ Stichler 79’ (rig.), 88’ Allgöwer 85’ Gerstenlauer 90’ (rig.) | Marcatori | 44’ Anspann |

| Arbitro: | Boos |

|                          |           |  |
| Schmitt 52’ Kielwein 72’ | Marcatori |  |

| Arbitro: | Hellwig |

|                                 |           |          |
| Allgöwer 40’ Saile 49’ Kühn 89’ | Marcatori | 59’ Fink |

| Arbitro: | Wilhelmi |

|                         |           |  |
| Krauth 7’ Bold 31’, 75’ | Marcatori |  |

| Friburgo in Brisgovia 2 giugno 1979 37ª giornata | Friburgo | 0 – 0 referto | Kickers Stoccarda | Möslestadion (1 000 spett.)\| Arbitro: \| Ross \| |
| Arbitro:                                         | Ross     |               |                   |                                                   |

| Arbitro: | Regneri |

|  |           |              |
|  | Marcatori | 41’ Wesseler |

### Coppa di Germania
| Arbitro: | Wichmann |

|                                                                                  |           |                     |
| Zimmermann 16’ Brei 40’ (rig.) Allofs 53’ Zewe 58’ Lund 61’ Seel 63’ Günther 86’ | Marcatori | 21’ Haug 59’ Müller |

## Statistiche

### Statistiche di squadra
| Competizione      | Punti | In casa | In casa | In casa | In casa | In casa | In casa | In trasferta | In trasferta | In trasferta | In trasferta | In trasferta | In trasferta | Totale | Totale | Totale | Totale | Totale | Totale | DR |
| Competizione      | Punti | G       | V       | N       | P       | Gf      | Gs      | G            | V            | N            | P            | Gf           | Gs           | G      | V      | N      | P      | Gf     | Gs     | DR |
| ----------------- | ----- | ------- | ------- | ------- | ------- | ------- | ------- | ------------ | ------------ | ------------ | ------------ | ------------ | ------------ | ------ | ------ | ------ | ------ | ------ | ------ | -- |
| 2. Bundesliga     | 41    | 19      | 11      | 4       | 4       | 43      | 24      | 19           | 4            | 7            | 8            | 25           | 35           | 38     | 15     | 11     | 12     | 68     | 59     | +9 |
| Coppa di Germania | -     | 0       | 0       | 0       | 0       | 0       | 0       | 1            | 0            | 0            | 1            | 2            | 7            | 1      | 0      | 0      | 1      | 2      | 7      | -5 |
| Totale            | 41    | 19      | 11      | 4       | 4       | 43      | 24      | 20           | 4            | 7            | 9            | 27           | 42           | 39     | 15     | 11     | 13     | 70     | 66     | +4 |

### Andamento in campionato
| Giornata  | 1 | 2 | 3 | 4 | 5  | 6 | 7 | 8 | 9 | 10 | 11 | 12 | 13 | 14 | 15 | 16 | 17 | 18 | 19 | 20 | 21 | 22 | 23 | 24 | 25 | 26 | 27 | 28 | 29 | 30 | 31 | 32 | 33 | 34 | 35 | 36 | 37 | 38 |
| --------- | - | - | - | - | -- | - | - | - | - | -- | -- | -- | -- | -- | -- | -- | -- | -- | -- | -- | -- | -- | -- | -- | -- | -- | -- | -- | -- | -- | -- | -- | -- | -- | -- | -- | -- | -- |
| Luogo     | C | T | C | T | C  | T | C | T | C | T  | C  | T  | C  | T  | C  | T  | C  | C  | T  | T  | C  | T  | C  | T  | C  | T  | C  | T  | C  | T  | C  | T  | C  | T  | C  | T  | T  | C  |
| Risultato | N | V | N | N | P  | V | V | V | N | N  | V  | V  | P  | P  | V  | N  | V  | V  | N  | P  | P  | P  | N  | P  | V  | N  | V  | P  | V  | N  | V  | P  | V  | P  | V  | P  | N  | P  |
| Posizione | 8 | 6 | 6 | 6 | 10 | 8 | 7 | 5 | 4 | 6  | 5  | 5  | 6  | 7  | 7  | 7  | 6  | 3  | 5  | 6  | 7  | 8  | 8  | 8  | 8  | 9  | 8  | 9  | 9  | 9  | 8  | 8  | 7  | 9  | 8  | 8  | 9  | 9  |

Legenda:

Luogo: C = Casa; T = Trasferta. Risultato: V = Vittoria; N = Pareggio; P = Sconfitta.

### Statistiche dei giocatori
| Giocatore        | 2. Bundesliga | 2. Bundesliga | 2. Bundesliga | 2. Bundesliga | Coppa di Germania | Coppa di Germania | Coppa di Germania | Coppa di Germania | Totale   | Totale | Totale      | Totale     |
| Giocatore        | Presenze      | Reti          | Ammonizioni   | Espulsioni    | Presenze          | Reti              | Ammonizioni       | Espulsioni        | Presenze | Reti   | Ammonizioni | Espulsioni |
| ---------------- | ------------- | ------------- | ------------- | ------------- | ----------------- | ----------------- | ----------------- | ----------------- | -------- | ------ | ----------- | ---------- |
| R. Ackermann     | 2             | 0             | 0             | 0             | 0                 | 0                 | 0                 | 0                 | 2        | 0      | 0           | 0          |
| K. Allgöwer      | 38            | 23            | 1             | 0             | 1                 | 0                 | 0                 | 0                 | 39       | 23     | 1           | 0          |
| D. Dollmann      | 32            | 2             | 1             | 0             | 1                 | 0                 | 0                 | 0                 | 33       | 2      | 1           | 0          |
| U. Dreher        | 15            | 10            | 2             | 1             | 1                 | 0                 | 0                 | 0                 | 16       | 10     | 2           | 1          |
| M. Fischer       | 0             | 0             | 0             | 0             | 0                 | 0                 | 0                 | 0                 | 0        | 0      | 0           | 0          |
| R. Fischer       | 1             | 0             | 0             | 0             | 0                 | 0                 | 0                 | 0                 | 1        | 0      | 0           | 0          |
| R. Gerstenlauer  | 37            | 1             | 0             | 0             | 1                 | 0                 | 0                 | 0                 | 38       | 1      | 0           | 0          |
| F. Goll          | 3             | 0             | 0             | 0             | 0                 | 0                 | 0                 | 0                 | 3        | 0      | 0           | 0          |
| P. Gromer        | 11            | 0             | 1             | 0             | 0                 | 0                 | 0                 | 0                 | 11       | 0      | 1           | 0          |
| H. Haug          | 35            | 4             | 3             | 0             | 1                 | 1                 | 0                 | 0                 | 36       | 5      | 3           | 0          |
| H. Hayer         | 21            | 0             | 3             | 0             | 0                 | 0                 | 0                 | 0                 | 21       | 0      | 3           | 0          |
| J. Heselschwerdt | 24            | 4             | 1             | 0             | 0                 | 0                 | 0                 | 0                 | 24       | 4      | 1           | 0          |
| B. Hoffmann      | 31            | 9             | 1             | 0             | 1                 | 0                 | 0                 | 0                 | 32       | 9      | 1           | 0          |
| J. Kehl          | 2             | 0             | 0             | 0             | 0                 | 0                 | 0                 | 0                 | 2        | 0      | 0           | 0          |
| R. Kuppinger     | 2             | 0             | 0             | 0             | 0                 | 0                 | 0                 | 0                 | 2        | 0      | 0           | 0          |
| J. Kühn          | 33            | 2             | 1             | 0             | 1                 | 0                 | 0                 | 0                 | 34       | 2      | 1           | 0          |
| E. Müller        | 32            | 0             | 0             | 0             | 1                 | 1                 | 0                 | 0                 | 33       | 1      | 0           | 0          |
| D. Renner        | 35            | 1             | 7             | 0             | 0                 | 0                 | 0                 | 0                 | 35       | 1      | 7           | 0          |
| J. Saile         | 15            | 2             | 0             | 0             | 0                 | 0                 | 0                 | 0                 | 15       | 2      | 0           | 0          |
| H. Schairer      | 12            | 0             | 1             | 0             | 1                 | 0                 | 0                 | 0                 | 13       | 0      | 1           | 0          |
| F. Schömezler    | 27            | 0             | 0             | 0             | 1                 | 0                 | 0                 | 0                 | 28       | 0      | 0           | 0          |
| H. Seiffer       | 1             | 0             | 0             | 0             | 0                 | 0                 | 0                 | 0                 | 1        | 0      | 0           | 0          |
| P. Stichler      | 36            | 8             | 5             | 0             | 1                 | 0                 | 0                 | 0                 | 37       | 8      | 5           | 0          |
| F. Toth          | 3             | 0             | 0             | 0             | 0                 | 0                 | 0                 | 0                 | 3        | 0      | 0           | 0          |
| H. Voise         | 23            | 2             | 0             | 0             | 1                 | 0                 | 0                 | 0                 | 24       | 2      | 0           | 0          |